# Owsiszcze
Owsiszcze [ɔfˈɕiʂt͡ʂɛ] (deutsch Owschütz, 1936–1945 Habergrund, tschechisch Ovsiště) ist eine Ortschaft in Oberschlesien. Administrativ liegt sie in der Gemeinde Krzyżanowice (Kreuzenort) im Powiat Raciborski (Landkreis Ratibor) in der Woiwodschaft Schlesien.

## Geografie

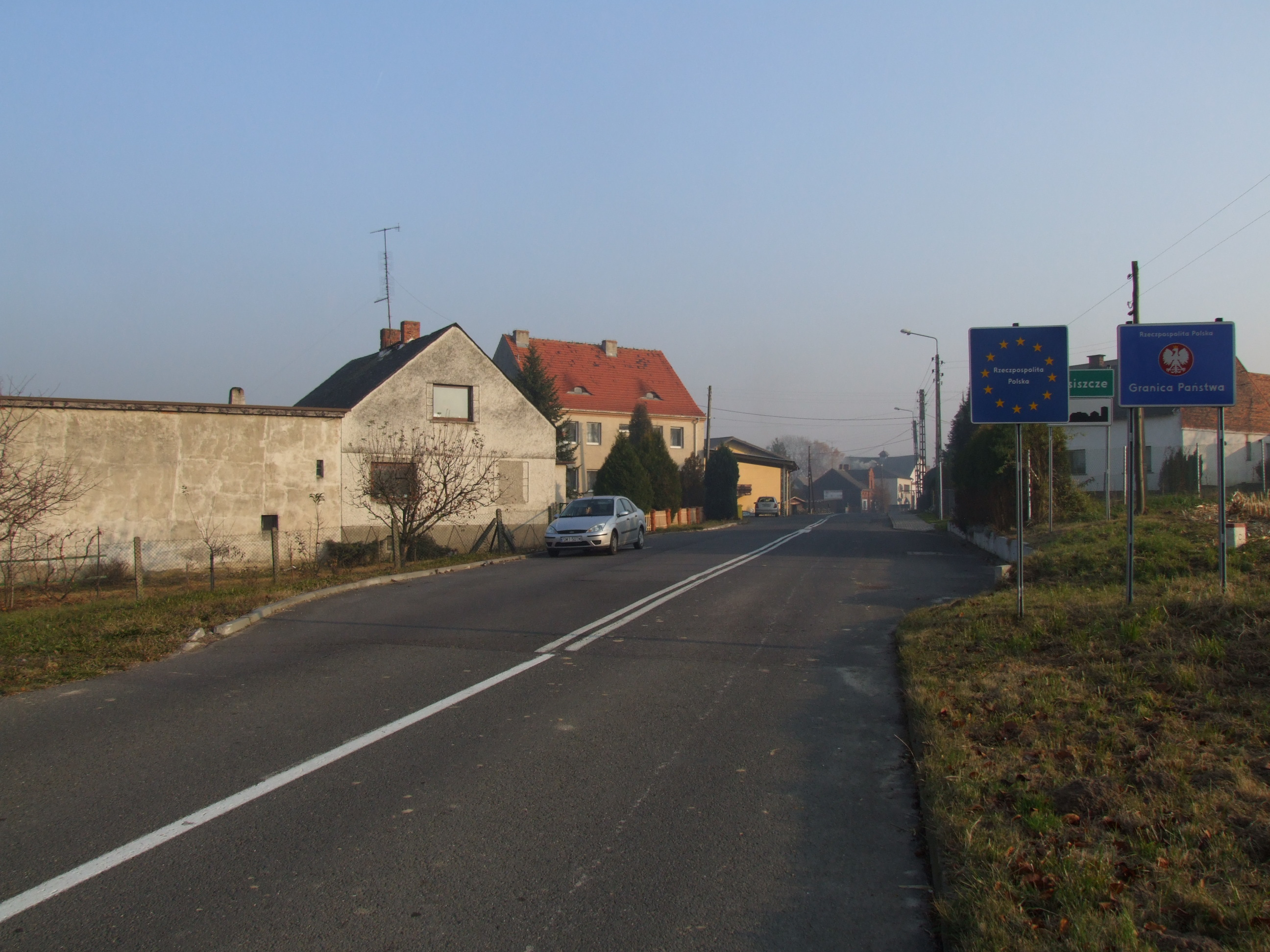
Grenzübergang mit Ortsbild

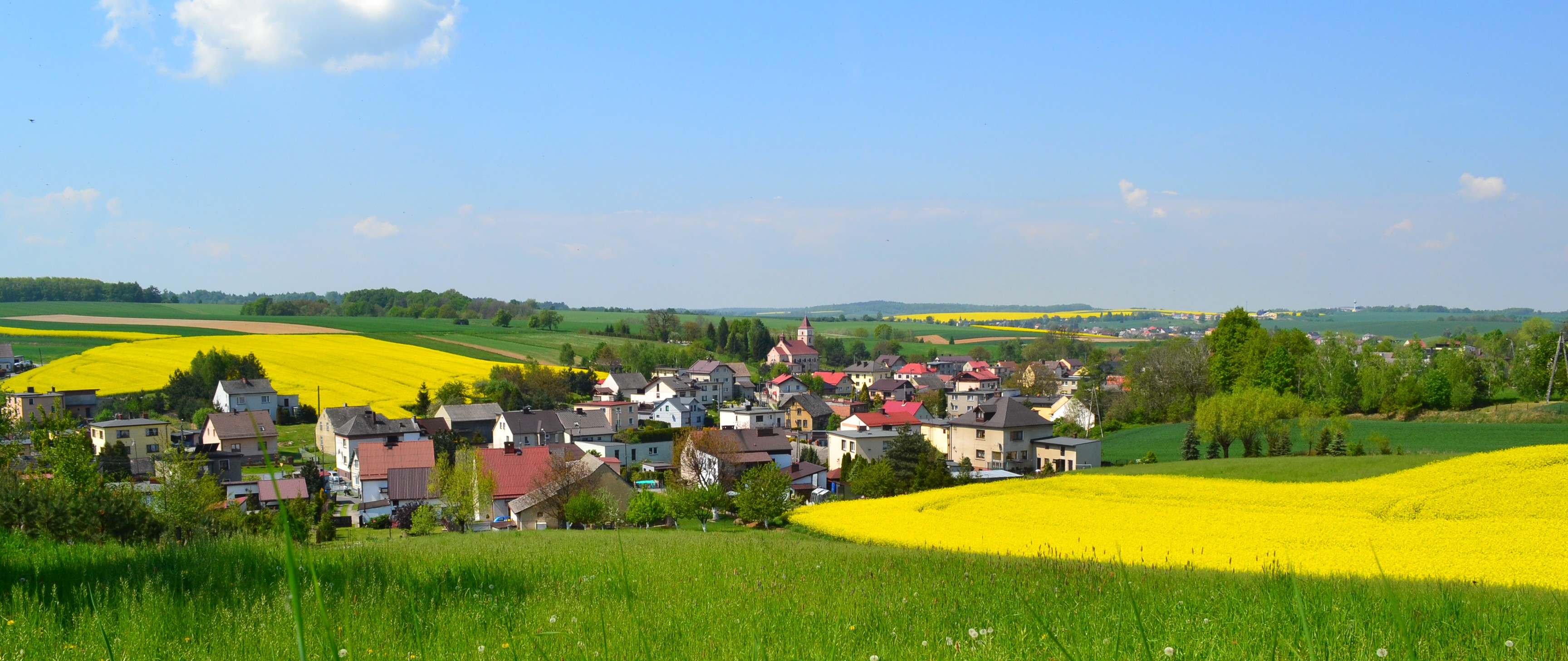
Ortsansicht

Owsiszcze liegt vier Kilometer südwestlich vom Gemeindesitz Krzyżanowice (Kreuzenort), zwölf Kilometer südlich von der Kreisstadt Racibórz (Ratibor) und 63 Kilometer südwestlich von der Woiwodschaftshauptstadt Kattowitz.
Der Ort befindet sich in direkter Nähe zur Grenze mit der Tschechischen Republik.

## Geschichte
Der Ort entstand spätestens im 15. Jahrhundert. 1421 wurde er erstmals urkundlich erwähnt.
Auf einer Karte des Herzogtums Teschen aus dem Jahr 1736 von Johann-Wolfgang Wieland war der Ort als Owschtitz eingetragen. Ursprünglich gehörte das Dorf zum Fürstentum Troppau-Jägerndorf, kam nach den Schlesischen Kriegen an den preußischen Teil des Fürstentums. Dieser wurde schließlich dem Kreis Leobschütz zugeordnet. Der Ort wurde 1784 im Buch Beytrage zur Beschreibung von Schlesien als Owczi(t)z erwähnt, gehörte einem Fürsten von Lichnowsky und lag im Kreis Leobschütz. Damals hatte er 205 Einwohner, ein Vorwerk, zehn Bauern, 22 Gärtner und sechs Häusler. Die Einwohner waren katholisch und polnischsprachig (eigentlich mährischsprachig). 1865 bestand Owschütz aus einem Rittergut und einer Gemeinde. Das Rittergut war im Besitz des Fürsten. Zum Gut gehörte das Vorwerk Dedovichhof. Zur Gemeinde gehörte die Kolonie Neudörfel. Der Ort hatte zu diesem Zeitpunkt sieben Bauernhöfe, zwei Halbbauern, 15 Gärtner und 16 Häuslerstellen, sowie einen Sattler, zwei Schmiede und zwei Schuhmacher. Die Schule befand sich in Pischcz, eine eigene Schule befand sich im Bau.
Im Dorf wurde die Lachische Sprache von den örtlichen „Morawzen“ (Mährer) gesprochen. An der Pariser Friedenskonferenz 1919 beanspruchte die Tschechoslowakei das Gebiet mit dem Dorf, wie auch Polen.
Owschütz verblieb nach der Teilung Oberschlesiens beim Deutschen Reich. 1936 wurde der Ort im Zuge einer Welle von Ortsumbenennungen der NS-Zeit in Habergrund umbenannt. Bis 1945 befand sich der Ort im Landkreis Ratibor.
1945 kam der bis dahin deutsche Ort unter polnische Verwaltung und wurde anschließend der Woiwodschaft Schlesien angeschlossen und ins polnische Owsiszcze umbenannt. 1950 kam der Ort zur Woiwodschaft Oppeln. 1975 kam der Ort zur Woiwodschaft Kattowitz. 1999 kam der Ort zum wiedergegründeten Powiat Raciborski und zur Woiwodschaft Schlesien.
Bei archäologischen Ausgrabungen wurde ein Faustkeil aus der Altsteinzeit (Acheuléen) entdeckt.

## Bauwerke und Denkmale

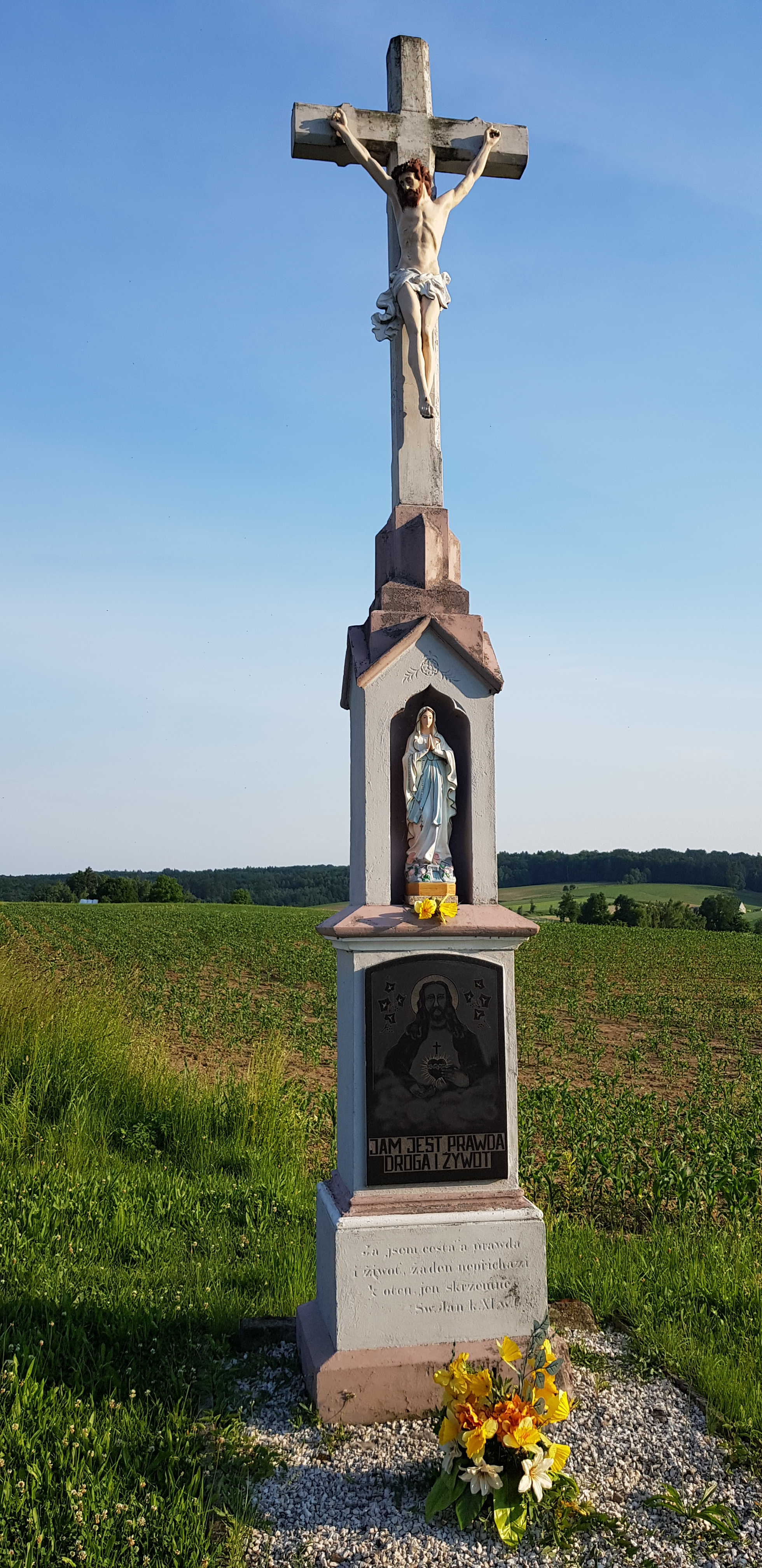
Wegkreuz mit tschechischer Inschrift

- Die römisch-katholische Herz-Jesu-Kirche, erbaut von 1923 bis 1924 im neoromanischen Stil.[4][5]
- Wegkapelle aus dem Jahr 1931 mit der lateinischen Inschrift „O sacrum convivium“  und dem Bild eines Weinkelchs und einer Hostie sowie zweier dreiblättriger Kleeblätter und zweier vierblättriger Kleeblätter.
- Wegkapelle aus dem Jahr 1930 mit der Inschrift „Ecce Panis Angelorum“ und dem Bild eines Weinkelchs und einer Hostie.
- Wegkapelle mit der Inschrift „IHS“ und dem Bild eines Weinkelchs und einer Hostie.
- Wegkapelle mit der Inschrift „Tantum ergo sakramentum“ und dem Bild einer Monstranz.
- Gefallenendenkmal (Erster Weltkrieg) in Form einer Stele, mit einem Kreuz, einem Bildnis Jesu und mit einer Tafel aus dem Jahr 2002 mit den Inschriften „Die Heimat gedenkt ihrer gefallenen Söhne“, „1914–1918“ und „Ku pamięci poległym z naszej parafii“.
- Diverse Wegkreuze
- Wegkreuz mit tschechischer Inschrift. „Klaníme se Tobě, Pane Ježíši Kriste, dobrořečíme Tobě, Nebot skrze swaty kříž swet jsi wykaupil.“ „Mariu! bez poškwrny početa. Pros za nas!“
- Öffentlich ausgestellter historischer Feuerwehrwagen

## Vereine
Im Ort gibt es den Sportverein LKS Owsiszcze und eine DFK-Ortsgruppe der Deutschen Minderheit.